# Алвин Уайт
Алвин Суагър Уайт (на английски: Alvin Swauger White е американски тест пилот и инженер, включен в първата селекция за кандидат-астронавти.

## Биография
Алвин Уайт е роден на 9 декември 1918 г. в Бъркли, Калифорния. През 1936 г. завършва колежа „Дейвис“ в родния си град. По време на Втората световна война той е боен пилот в 355-а бойна група на USAF. Лети на изтребител P-51 Mustang. След войната завършва Калифорнийския университет с бакалавърска степен по инженерна механика. Започва работа като тест пилот в North American Aviation.

## В Селекцията1958 USAF Man In Space Soonest group
Като старши инженер и тест пилот на Норт Американ, Алвин Уайт е включен в селекцията за астронавти на USAF, т. нар. „1958 USAF Man In Space Soonest group“. Не взема участие в експерименталната програма X-15, поради съкращаване на квотата за брой пилоти на North American Aviation.
На 8 юни 1966 г. като по чудо не загива по време на полет с реактивния бомбардировач XB-70 Валкирия. По време на този полет загива неговия колега Джо Уокър. По време на своята почти 60-годишна кариера, Алвин Уайт има повече от 8500 полетни часа на 125 различни типа самолети.

## Награди
- Летателен кръст за заслуги;
- Въздушен медал;
- Мемориал Айвън Кинкелоу.

От 1994 г. Алвин Уайт е приет в Аерокосмическата зала на славата.